# ذبيبينة شوكية
ذبيبينة شوكية أو مصيص (الاسم العلمي:Moluccella spinosa) هي نوع من النباتات يتبع جنس الذبيبينة من الفصيلة الشفوية.